# Ambukiw
Ambukiw (ukrainisch Амбуків; russisch Амбуков Ambukow, polnisch Ambuków) ist ein Dorf im äußersten Westen der ukrainischen Oblast Wolyn mit etwa 200 Einwohnern (2006).

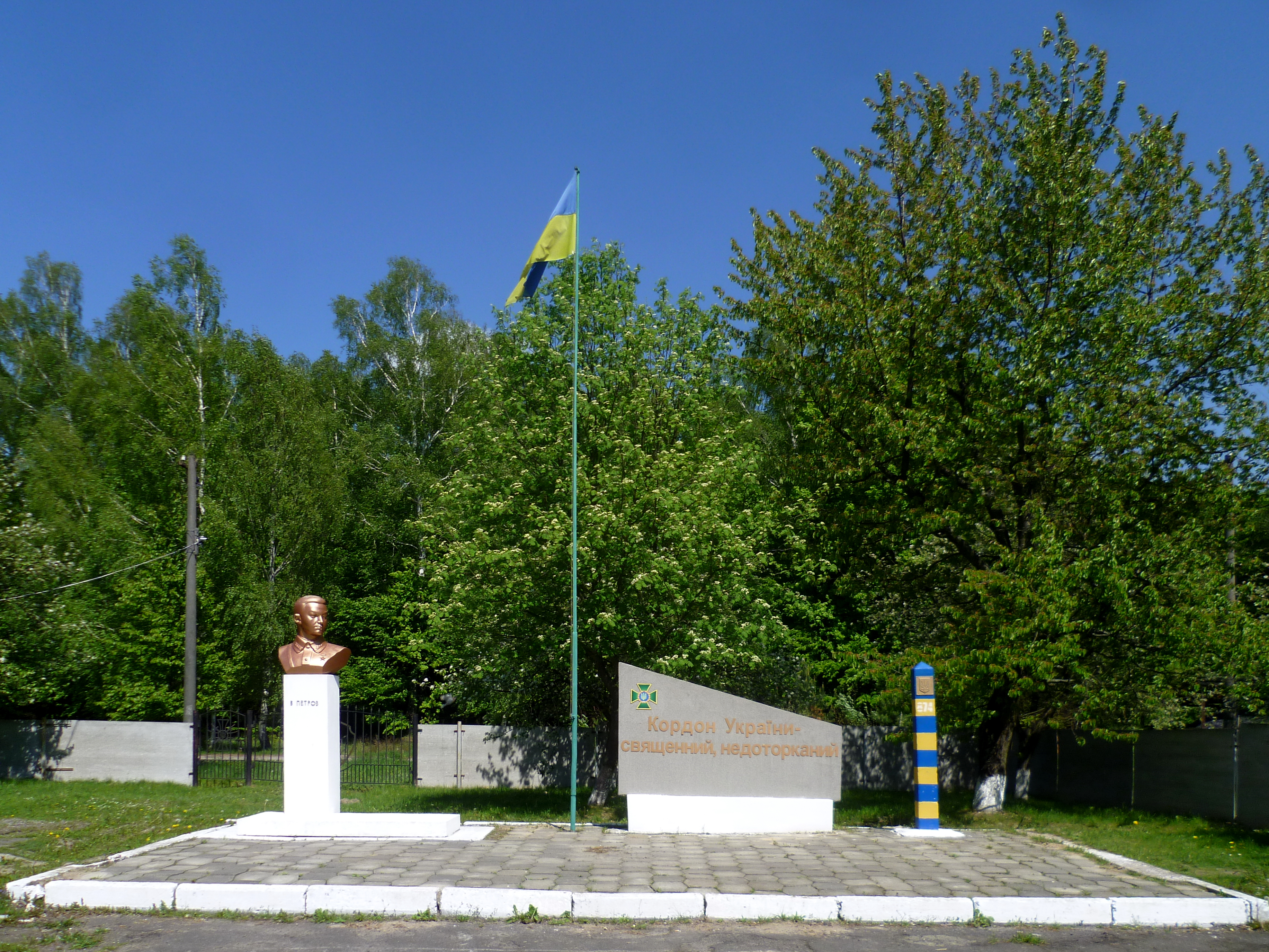
Denkmal im Ort

Am 14. August 2015 wurde das Dorf ein Teil der neugegründeten Stadtgemeinde Ustyluh (Устилузька міська громада Ustyluska miska hromada) im Rajon Wolodymyr., bis dahin gehörte das Dorf zur Landratsgemeinde Ludyn (Лудин).
Ambukiw liegt nahe der Mündung der Huczwa in den Bug, der hier die Grenze zu Polen und der EU bildet. Das Rajonzentrum Wolodymyr liegt 31 km östlich und die Stadt Nowowolynsk 22 km südöstlich des Dorfes.

## Geschichte
Das Dorf wurde 1577 zum ersten Mal schriftlich erwähnt und gehörte bis zur dritten polnischen Teilung zur Adelsrepublik Polen (in der Woiwodschaft Bełz), kam dann zum Russischen Reich, wo es im Gouvernement Wolhynien lag und Ambukow genannt wurde. 1918/1921 fiel es an Polen und kam zur Woiwodschaft Wolhynien in den Powiat Włodzimierz, Gmina Chotiaczów. Infolge des Hitler-Stalin-Pakts besetzte die Sowjetunion das Gebiet. Nach dem deutschen Überfall auf die Sowjetunion 1941 war der Ort bis 1944 unter deutscher Herrschaft (eingegliedert in das Reichskommissariat Ukraine), wurde nach dem Zweiten Weltkrieg wieder von der Sowjetunion annektiert und der Ukrainischen SSR zugeschlagen. Seit dem Zerfall der Sowjetunion gehört es seit 1991 zur unabhängigen Ukraine.